# ブランフォードギツネ
ブランフォードギツネ（Vulpes cana）は、哺乳綱ネコ目（食肉目）キツネ属に分類される食肉類。

## 分布
アフガニスタン、アラブ首長国連邦、イエメン、イスラエル、イラン北東部、エジプト（シナイ半島）、オマーン、サウジアラビア、トルクメニスタン、パキスタン、ヨルダン

## 形態
体長42.2 - 45センチメートル。尾長30 - 41センチメートル。体高30 - 35センチメートル。体重2.3 - 4.5キログラム。尾が長く、岩場で移動する際にバランスをとるのに役立つと考えられている。耳介の外側は灰褐色、耳介の内側は白い体毛で被われる。背面の毛衣は暗灰色で、正中線に沿って黒い筋模様が入る。喉や胸部は白、下顎の先端は褐色の体毛で被われる。尾の先端は黒いが不明瞭。

## 生態
山地にある荒地などに生息する。一方でイスラエルでは海抜0メートル以下の大地溝帯（死海）西部にも生息し、好適な環境であれば山地でなくても生息できると考えられている。1 - 2平方キロメートルの行動圏内で生活する。ペアで生活するが、採食は別々に行う。夜行性で、岩の隙間などで休む。
食性は雑食で、昆虫、サソリ、小型哺乳類、爬虫類、果実などを食べる。
繁殖形態は胎生。ペアは一生解消されないと考えられている。妊娠期間は50 - 60日。12 - 翌1月に1回に1 - 3頭の幼獣を産む。幼獣は生後3か月で自分で採食を行い、オスは生後10か月で独立する。生後8 - 12か月で性成熟する。

## 人間との関係
農作物を食害することもある。
アラブ首長国連邦やイスラエルでは開発や紛争による生息地への影響が懸念されている。オマーン、イスラエル、ヨルダンでは法的に狩猟が禁止されている。